# Музей на киселото мляко
Музеят на киселото мляко се намира в с. Студен извор, община Трън. Организиран е в двуетажна къща, в центъра на селото, близо до родната къща на д-р Стамен Григоров.
На първия етаж е разположена битова стая, която представя традиционната вътрешна уредба на една типична българска къща, от средата на 19 век. На втория етаж са разположени библиотека и изложбена зала.
В библиотеката се съхраняват голям брой разнообразни информационни материали за българското кисело мляко. От първата научна публикация на д-р Стамен Григоров за киселото мляко, отпечатана на френски език през 1905 г., до последните проучвания върху противораковите свойства на Lactobacillus bulgaricus, извършени от проф. Акийоши Хосоно, в университета Шиншу, Япония, преди няколко години.
В изложбената зала е представен макет, който подробно показва получаването на сурово мляко, промишленото производство на кисело мляко и реализацията на готовия продукт, в търговската мрежа. На стените са окачени информационни табла, които описват историята на киселото мляко; домашното подквасване и занаятчийското производство на кисело мляко; промишлените технологии за получаване на кисело мляко; хранителната, и биологичната стойност на българското кисело мляко.
Музеят е тържествено открит на 29 юни 2007 г. По случай откриването на музея, в гр. Трън се провежда първият Празник на българското кисело мляко, с богата фолклорна програма, конкурси за рисунка и есе на тема „Киселото мляко – българското име на дълголетието“, и конкурс за най-добро домашно приготвено кисело мляко.
Българското кисело мляко е изключително ценено в Япония и по света, то научно доказано забавя стареенето на организма, това е най-добрият и лесно усвоим източник на калций, който е жизненоважен за изграждането и поддържането здравината на костите и зъбите, Млечнокиселите бактерии на Lactobacillus bulgaricus са с антираково действие, те възпрепятстват синтеза на канцерогенни вещества, ограничават мутациите и образуването на ракови клетки, Киселото мляко има пробиотично действие – то влияе изключително благоприятно и оздравително на стомаха и червата, от него в 1959 г. Научноизследователски институт за антиракови антибиотици в София изготвя високоефективната субстанция на първия пробиотик Нормофлор срещу язвена и гастритна болест и за нормализиране на стомашната флора след антибиотична интервенция, един от най-активните пробиотици произвеждани в света и до днес. Млечно-киселите бактерии в киселото мляко помагат за подобряване на имунитета и за успешната ни борба с инфекциите, подпомага превенцията на сърдечно-съдови заболявания, намалява риска от развитие на остеопороза и кариеси на зъбите, има добро антитоксично действие, продукта е не само изключително вкусен, но е крайно полезен за деца и подрастващи, за мъже и жени работещи в стресова или замърсена среда и за възрастни хора. Той е неизменна, най-характерна част на националната ни кухня от векове.